# Славянка (приток Салгира)
Славя́нка (укр. Слов'янка, крымскотат. Slavânka, Славянка) — небольшая река в Крыму, полностью протекает по территории города Симферополя. Левый приток Салгира длиной 9,2 км, площадь водного бассейна — 26,7 км².

## Географические сведения

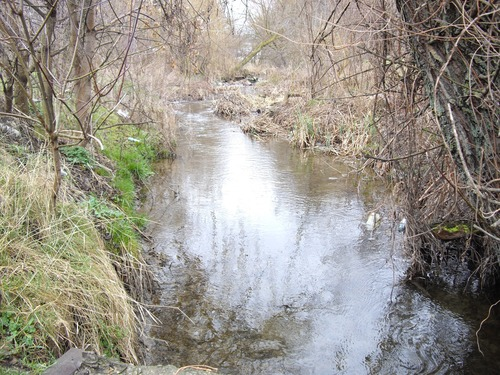
Славянка в районе Анатра. 2009

Славянка — последний левый приток Салгира. Исток реки представляет собой мощный источник Бок-Чокрак. Пётр Паллас упоминает существовавший от источника с ханских времён водопровод, проведенный подземными трубами, возобновленный в 1795 году и вскоре вновь разрушенный и называет речку маленьким болотистым ручейком. На месте выхода вод на поверхность на ул. Данилова расположен пруд. Далее река образует ещё два пруда — Верхний и Нижний (Шарль Монтандон в своём «Путеводителе путешественника по Крыму, украшенный картами, планами, видами и виньетами…» 1833 года писал о двух больших озёрах в имении госпожи Ланг, питающихся несколькими родниками). Далее пересекает район Анатра и огибает с южной стороны железнодорожный вокзал, здесь в неё впадает левый приток ручей Мокрый Лог, далее Славянка течёт по искусственному руслу вдоль ул. Москалёва и Евпаторийского шоссе. Ранее река протекала по естественному руслу немного южнее через колхозный сад. У моста на Евпаторийском шоссе впадает в Салгир в 179 км от устья. У реки 6 безымянных притоков длиной менее 5 километров, водоохранная зона реки установлена в 50 м.

## Достопримечательности
- у истока реки на ул. Данилова братская могила советских воинов, 1944. На могиле сооружён памятник, представляющий собой диоритовую стелу, завершённую блоком. На его поверхности — головы советских солдат, выполненные в горельефной технике. Высота памятника 2,6 м.

у Нижнего пруда:
- на правом берегу 1-е гражданское кладбище. Могилы партизан, подпольщиков, советских воинов, художника-баталиста Самокиша Н. С., архиепископа Гурия. Рядом с могилой Гурия располагается первоначальное захоронение архиепископа Луки.
- на левом берегу на территории ОАО «Кожобувь» памятники Ф. Э. Дзержинскому, рабочим завода павшим в Великой Отечественной войне.

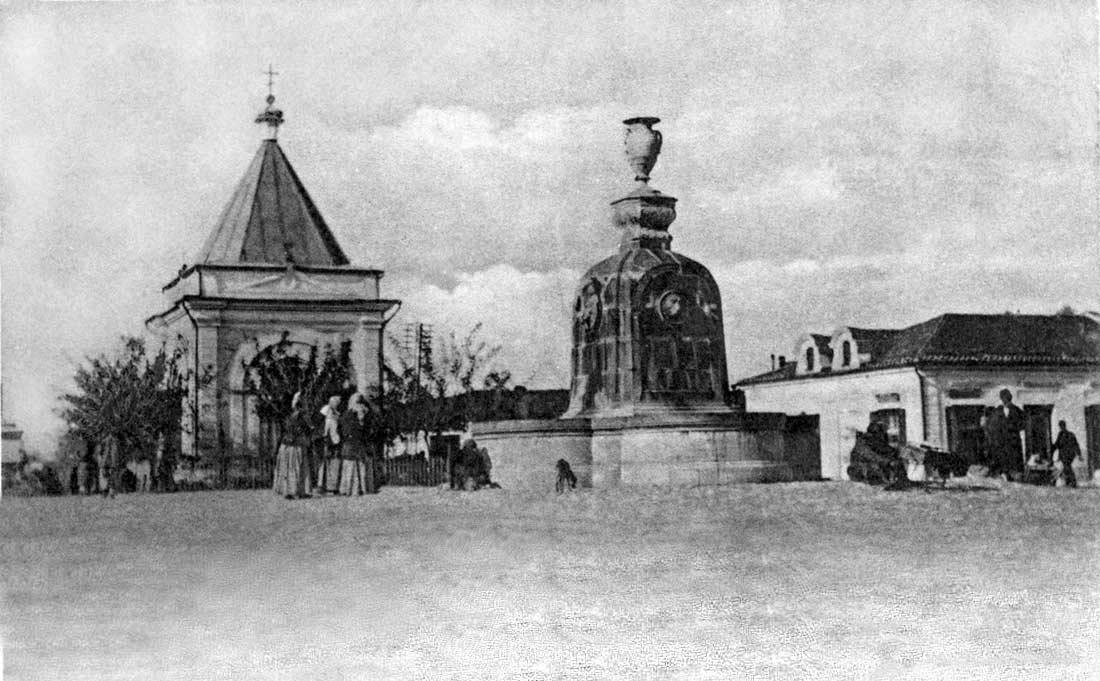
Львиный фонтан на Базарной площади в Симферополе, архитектор Гоняев К. И. Введён в строй в 1865, снесён в 1958. Фото 1890 годов. Питался водой Бок-Чокрак.

## Значение для города
- В 20-х годах XIX в. был устроен Нижний пруд, с 1831 года строился водопровод. Но из-за ошибок на этапе проектирования, только в 1865 году на Базарную площадь был проведён керамический водопровод и по проекту архитектора К. И. Гоняева устроен Базарный фонтан (16—18 тыс. вёдер воды в сутки).
- Пруды на Славянке были долгое время любимым местом отдыха симферопольцев.
- При закупоривании стока Славянки к железнодорожному вокзалу, в сильные дожди, происходит подтопление частных домов, стоящих у реки в районе Анатра.
- Неоднократно затапливался крупный торговый комплекс «Меганом» в микрорайоне «Жигулина роща», вследствие ошибки проектировщика при строительстве парковки над руслом речки.